# Ulla-Britt Althin
Ulla-Britt Ingeborg Althin, gift Larsson, född 19 juni 1925 i Sankt Johannes församling i Malmö, död 6 oktober 2022 i Linköping,  var en svensk längdhoppare och sprinter. Hon tävlade för klubben Malmö AI fram till 1945 och för IF Saab efter det. Vid EM 1946 i Oslo kom hon sexa i längdhopp. Från 1947 var hon gift Larsson.